# 岩本徹三
岩本彻三（いわもと てつぞう，1916年6月14日—1955年5月20日），是“第二次世界大战”（太平洋战争）时期日本海军的“零式战斗机”驾驶员，通称“最强的零战驾驶员”和“零戰虎徹”，軍事生涯共確認擊落80架飛機，日軍宣稱其生平總共擊落了盟軍（包括在1938年在中国大陆战场中取得的战果）202架飛機（居二战日本海军王牌战斗机飞行员击落数排行榜之首）。

## 出生
1916年（大正5年）6月14日，岩本彻三出生于桦太边境，他父亲是原东京都警视厅的警察，正好在他出生的那年，被派到北海道以北的库页岛工作；岩本的家境在當時可以算是相对富裕的高级公务员，岩本是这个三男一女家庭里的老三。他的童年时代分别在北海道和岛根县度过，通过在札幌市居住的小学年代里喜欢上了滑雪。作为札幌市当地的警察署署长，岩本的父亲在他十三岁的时候退休，全家移居到了岛根县的益田市生活。高中时进入了岛根县立益田农林学校读书，在学校里最喜欢的课程为数学和几何，不过也喜欢阅读和养花。小时候的岩本是一个相对非常好动的小孩，经常在当地的渔村和渔民一起撒网抓鱼（据说那时就是个抓鱼的好手，后来在北千岛工作时经常能抓来几条大鱼和同事一起作下酒菜），同时也不少在学校里和班主任顶嘴争论，还曾参加过学校的音乐队吹过喇叭。

### 加入海军
1934年（昭和9年），十八岁的岩本从“益田农林学校”毕业后，他父亲原本希望他能够代替定居到城市里长男继承家业，然而岩本却未顺其意自己去参加了日本海军的水兵考试。同年，他作为了四等航空兵於吴海兵团受訓。在航空科学习了半年后以“第三一期普通科整备术练习生加入了霞浦海军航空队（霞ヶ浦海軍航空隊）。經過半年的受訓後1935年（昭和10年）8月20日岩本被调派至轻型航空母舰“龙骧”号上服役。然而在服役後岩本因為某些原因立定希望成為飛行員，因此在1936年（昭和11年）4月28日以考试的方式轉換專長，通過測驗的岩本以“第三四期操纵练习生”重新回到霞浦受訓，在这个时期他也受到了几位杰出的驾驶员大宅秀平和矶崎千利等人的教导。12月26日，作为几千名考生中脱颖而出的二十六名合格者之一加入了“佐伯海军航空队”。1937年（昭和12年）7月，被调转到了“大村海军航空队”。

## 中国大陆前线
1938年（昭和13年）2月，二十一岁的岩本彻三在指挥官黑岩利男空曹的带领下被派往了中国大陆前线，两人通过了两个半小时的航程从长崎市飞到了南京市郊外的机场。2月25日，在他的首次空戰中日軍戰鬥機部隊负责给“南昌空袭”的九六式陸上攻击机（九六式陸上攻撃機）提供掩护，此時在五千米的高空遭到蘇聯航空志願隊19架“玻利卡尔波夫”I－15和11架I－16組成的混合編隊拦截。他在五十米的近距离内开火并且击落了他的第一个战果，在看到了敌机冒出白烟后随即落地坠毁。此时他的高度处在四千米，当回头观望时正好看到了另外一架敌机在他的后方，在完成了一个半S机动后恰好躲过了对方的攻击。在注意到正下方有一架I－15时，随即跟在了其六点的方向向它开了枪，对方在被击中后抬起了机头，失去了操纵，坠毁到了地面。岩本保持在了四千米高度，在看到了一架I－16在他上方后，对它开了几次点射，使得对方的引擎立即着火马上失去了控制，不过因为此时他丢失了目标没能看到敌机坠毁，在后来记录中未将它登陆为实际战果。一架I－15从十二点的方向向他扑了上来，两架飞机陷入了缠斗，岩本抓住了对方试图垂直俯冲摆脱的时机开火得到了他的第三个战果。而此时他的高度已经降到了两千米附近，在他上方还有很多飞机在做不同的动作。在看到了一架逐渐下降而且已经拉下了起落架的敌机后，跟随其到了二百米高度左右开了火，对方虽然作出了半S机动但还是坠落在了附近机场的角落边，成为了岩本的第四个战果。周围的对空高射炮此时开始了射击，岩本把油门推到了最大顺利逃脱了几架敌机的追击回到了位于安徽省芜湖市的基地。他的长官黑岩利男早已在基地里等待着他，随后严厉的批评了他的鲁莽进攻行为。在同年4月29日的一次作战中，因为他的出色表现和勇气得到了飞行队指挥官的杰出表扬。
1938年12月份單位调回日本，岩本以日華事變中執行82次任务中击落14架敌机的表现，在1940年（昭和15年）申請金鵄勋章的資格，並在1942年（昭和17年）夏季以下士官的身分（一等飞曹）獲頒五级金鵄勋章（此榮譽平時只授勳給戰功顯赫的少尉到上尉軍官）。

## 太平洋战争
1940年（昭和15年）4月，岩本轉任至联合舰队第一舰队所屬之第一航空战队的龙骧號上，隨即進行艦上飛行训练。训练内容包括了起飞，降落，海上航法，夜间航法与着陆，编队空战和无线电的使用（当时用的不少还是“费柴尔德”公司制造的无线电方位测定装置，但后来被国产化成为了“1式空3号无线归投方位测定机”）等。1941年（昭和16年）4月，联合舰队成立了第一航空舰队，岩本被配到了舰队内第三航空战队隸下的瑞鳳號航空母艦战斗机部队，並與剛自飞行学校毕业的新人一起训练。同年秋天，日本海军最新型的大型航舰翔鹤號和瑞鹤号分别下水，“第五航空战队”成立。岩本和“第三航空战队”的队员分别被派到了“翔鹤”和“瑞鹤”号服役。1941年秋，为了和英美海军抗衡，“第一航空舰队”被派到了九州各基地周围和其它航舰一起开始了连日连夜的作战训练。当时几乎集中了将近一千名海航飞行员，其中很多从轻型航母上召集的飞行员。岩本在后来的回忆录里写到这次的集训帮助了很多驾驶员应付此后的实战，如在夜间飞行时如何利用更加科学的办法来操纵与导航。

### 所罗门群岛和拉包尔
1941年（昭和16年）12月8日，在“太平洋战争”正式开战时，岩本作为“第一航空舰队”的“瑞鹤”号航空母舰战斗机驾驶员在袭击“珍珠港”时负责了舰队的守卫，随后参加了在印度洋周围的作战。1942年（昭和17年）5月，在世界战争史上首次航母間決戰的珊瑚海海战中担任了护卫“瑞鹤”的任务，数次迎击了从“列克星敦”和“约克镇”號前来的SBD无畏式，野猫及TBD毁灭者式艦載機群。此战之后被调转于“馆山海军航空队”，“大村海军航空队”和“追浜海军航空队”之间担任教官。1943年（昭和18年）2月上旬，他和同僚一起飞过芦之湖的时候拍到了一张”零战“二一型独自在富士山衬托下飞行的照片，岩本在追浜任期了三个月后被派到了驻扎于北千岛的“第二八一海军航空队”。1943年（昭和18年）11月，美军的反攻使战局逐渐开始恶化。“第一航空战队”被派到了拉包尔，同时编入了“第二〇一航空队”，到了12月份他成为了“拉包尔航空队”和“第二〇四航空队”的一员。在拉包尔激战期间曾经单机海上超低空飞行到布干维尔岛机场射击。由于他在拉包尔期间的出色表现，部队里有时候会戏说“拉包尔的天空只属于岩本”。因为当地地区的版图有点像某种巨兽的颌部外加在此地受到的巨大损失，有些周围如“美国第五航空队”的美国部队有时会把这个地区取名为“龙颌”（Dragon's Jaws）。在后来数月的激烈战斗中，海军里的不少王牌驾驶员纷纷战死，而少数活下来的驾驶员包括岩本则被赋予了更加重要的指挥责任。
在这段时期岩本的作戰编队喜欢依靠高度优势使用一擊脫離戰術。一般以四机为一个单位的编队透過機載无线电以摩斯密碼的方式自基地獲得敵機來襲資訊，选择恰好的位置以优越的高度和速度来选择攻击时机，然后马上撤离。倘若没有百分之百的信心，尽量不要和对方来进行一对一的格斗。
空战中经常是他第一个发现敌人，虽然岩本的视力由于夜间飞行的紫外线照明下降，在最后一年中只有一点〇却总能先发现敌机，当队友问他如何做到时，他一般的回答是“能感觉得到”，外加自己的作战经验和有效的利用了飞机螺旋桨在太平洋强烈的太阳下的反光。在寻找敌机这方面，他也尝试过利用对方无线电电波的强度来推测敌我之间的距离。1944年（昭和19年）2月，在受到了美军机动部队的大攻后，拉包尔周围的各部队被迫转移到了楚克岛，岩本也加入到了楚克岛的防卫战当中。之后因为补给的不足导致了众多装备和飞机无法正常运作，到了6月份不少队员只能自己去内环的各大基地领取补给。而美军随即的“塞班岛战役”却切断了这条航路，岩本留在了“木更津海军航空队”里，直到8月被调到了“第三三二航空队”。此时他的个人累计飞行时间达到了八千个小时，起飞与降落次数超过了一万三千四百回。

### 回到日本本土
岩本被调回到了日本本土后陆续在各大航空队里担任了指挥官兼教师。1944年（昭和19年）11月，随“第二五二海军航空队”的“战斗三一六”飞行队参加了“台湾冲航空战”和“菲律宾战役”（主要率领年轻飞行员作战）后加入了同航空队的“战斗三一一”飞行队（后来被编入了“第六〇一海军航空队”）。1945年（昭和20年）3月末加入了“第二〇三海军航空队”的“战斗三〇三”飞行队，在此期间参加了几次掩护特攻队的任务。4月，当“大和”号战舰准备“天号作战”时，他在鹿屋基地的上空单枪匹马攔截B-29超级堡垒轰炸机。6月，被派到了二〇三航空队的补充部队担任导师。岩本在“冲绳岛战役”里一次进行夜间侦查的时候独自对美军的登陆舰艇发起了攻击，当时冲绳当地的几位目击者曾看到一架孤零的日本飞机对着美军部队进行扫射。不过他很反对“特别攻击队”，觉得特攻队员只给予了极为短暂的训练，不少都未能命中敌舰就战死。在茂原海军基地的时候，岩本曾和西泽广义会过面，两个人聊的很投合，一位同队的队员曾经回忆到“西泽飞曹长长的很高、有一双敏锐的眼睛和粗旷的眉毛、面部整体给人一种很精悍的感觉...而和身材短小看起来很和善的岩本少尉比、感觉他哪里来的这股力量”。战争后期的飛機製造品管不如以往，他在一次到了“中岛飞机”太田工厂领取新飞机时曾感叹当时工艺水平的粗糙。
岩本有时穿着由地勤人员写着带有“零战虎彻”（源自十七世纪的刀匠“长曽祢虎彻兴里”）或“天下之浪人”的救生衣。最终，他作为了训练迎撞B-29的“天雷特别攻击队”与驻扎在岩国基地的“第二〇三海军航空队”的教官迎来了终战。戰後9月5日軍方將其升任為海軍中尉。

## 战绩
| 制造商       | 机型        | 别名          | 日期                         | 地点                    | 确认击落架数                                                                 | 未确认击落架数 |
| ------------ | ----------- | ------------- | ---------------------------- | ----------------------- | ---------------------------------------------------------------------------- | -------------- |
| 玻利卡尔波夫 | I－15 I－16 | “田凫” “飞鼠” | 1938年2月25日至9月           | 南昌等地                | 14                                                                           | -              |
| 总计         | -           | -             | -                            | -                       | 14 （中国战场）                                                              | -              |
| 格鲁曼       | F4F         | “野猫”        | 1942年5月8日至1944年2月19日  | 珊瑚海 拉包尔           | 7                                                                            | -              |
| 格鲁曼       | F6F         | “地狱猫”      | 1943年后期至1945年6月15日    | 拉包尔 楚克 冲绳        | 29                                                                           | -              |
| 钱斯·沃特    | F4U         | “海盗”        | 1943年后期至1945年6月24日    | 拉包尔 东京 冲绳        | 48                                                                           | 1              |
| 洛克希德     | P－38       | “闪电”        | 1943年后期至1944年           | 拉包尔                  | 4                                                                            | -              |
| 贝尔         | P－39       | “空中眼镜蛇”  | 1943年后期                   | 拉包尔                  | 2                                                                            | -              |
| 柯蒂斯·莱特  | P－40       | “战鹰”        | 1943年后期                   | 拉包尔                  | 1                                                                            | -              |
| 共和飞机     | P－47       | “雷霆”        | 1943年后期至1944年           | 拉包尔                  | 1                                                                            | -              |
| 北美航空     | P－51       | “野马”        | 1944年2月19日                | 拉包尔                  | 1                                                                            | -              |
| 道格拉斯     | SBD         | “无畏式”      | 1942年5月8日至1944年10月12日 | 珊瑚海 拉包尔 楚克 台湾 | 48                                                                           | 7              |
| 同上         | 同上        | 同上          | 1943年后期至1944年           | 拉包尔                  | 30 （用“三号集束炸弹”）                                                      | -              |
| 格鲁曼       | TBF         | “复仇者”      | 1943年后期至1944年2月19日    | 拉包尔                  | 5                                                                            | 19             |
| 柯蒂斯·莱特  | SB2C        | “地狱俯冲者”  | 1943年后期至1944年           | 拉包尔                  | 5                                                                            |                |
| 统一飞机     | B-24        | “解放者”      | 1944年3月6日至6月            | 楚克                    | 6 24（三号炸弹）                                                             | 2（击伤）      |
| 北美航空     | B－25       | “米切尔”      | 1943年后期至1944年2月19日    | 拉包尔                  | 8                                                                            | -              |
| 马丁         | B-26        | “掠夺者”      | 1943年后期至1944年           | 拉包尔                  | 2                                                                            | -              |
| 波音         | B－29       | “超级堡垒”    | 1945年4月                    | 九州鹿儿岛县            | 1                                                                            | -              |
| 统一飞机     | PBY-5A      | “卡塔利娜”    | 1942年4月5日                 | 印度洋                  | 1                                                                            | -              |
| 马丁         | PBM         | “水手”        | 1944年2月19日                | 拉包尔                  | 1                                                                            | -              |
| 霍克飞机     | -           | “飓风”        | 1942年4月9日                 | 印度洋                  | 4 2（在地上被毁）                                                            | -              |
| 总计         | -           | -             | -                            | -                       | 230（太平洋战场） -2（在地上被毁） 228（空战成绩） -26(协同) 202（单独成绩） | 27 +2（击伤）  |
| 袭击的驱逐舰 | -           | -             | 1944年2月5日                 | 拉包尔                  | 3                                                                            | -              |
| 袭击的登陆艇 | -           | -             | 1945年3月26日                | 冲绳                    | 100+                                                                         | -              |
| 袭击的飞机场 | -           | -             | 1942年1月23日与1944年        | 新几内亚莱城 所罗门群岛 | 2                                                                            | -              |

## 战后
战争结束后，“GHQ”曾两度傳訊他，並以公職追放的行政命令拒絕其回政府任職，隨後岩本加入日本開拓公社，並和同乡的女友幸子结婚，随后单身前往了北海道和千叶县進行當地開墾工作，在这段时期岩本開始酗酒，一年半后因为心脏问题回到了岛根县(據說當時岩本的狀況極差，甚至連妻子的臉都記不起)。因为当时“盟军司令部”和媒体对于战争态度的急速扭转（眞相はかうだ），外加缺少飞机驾驶员的職缺，一直未能找到工作。岩本的生活困苦，陸續做過建築工人、農夫、開養雞場、車站前的小販等不穩定的工作，酗酒問題也依然存在，但期間也留有「當街坊因害怕結核病傳染而不願處理死亡的住戶時，只有岩本用衛生紙塞住鼻孔默默地幫他入殮」、「在孩子出生後，親手製作給孩子玩的金屬玩具汽車，手巧到連妻子都讚嘆」等感覺的到溫和人品的逸話。1952年（昭和27年），GHQ结束其對日統治，同時也解除了特定人士的公職追放，解除禁止任職的岩本被当地的纺织工厂益田大和纺绩公司（ダイワボウホールディングス）录用。1953年（昭和28年），因为盲肠炎去医院开刀做了手术（当时医师误诊为肠炎而作了大手术），经过了几次手术后他依然感到背疼，医院决定帮他取下了三四根肋骨，但是因为不明的原因医生没有使用麻醉剂最后引发了败血症（有报道称其妻说由于杀人过多害怕怨灵上身而拒绝使用）。1955年（昭和30年）5月20日逝世，得年38岁。在医院的病床上，他曾据说喃喃自语到“如果身体好了的话，真的还想再坐一次飞机”。岩本的元上司柴田武雄对他评价到“像是为零战而生一般的男人”（零戦に乗るために生まれてきたような男）。其子后加入航空自衛隊成为航空管制官。

### 零战击坠王
当岩本还在拉包尔时，他后来的夫人是一个乡里的女学生，曾在当时介绍王牌飞行员的新闻报道电影裡看到过他。战后，两人在乡里因为平凡的相识而结婚，起初两个人的生活相对很苦。岩本去世后她保管了大部分丈夫的回忆录，原稿后来以“零战击坠王”的形式第一次出版。虽然岩本的日记裡显示了击落202架敌机的记录，不过有些研究者则認為由於當時空戰判定的困難，因此保守估计岩本彻三的实际战绩應該在八十到八十七架左右。

## 著書
- 遺稿の空戦ノート（未公開の大学ノート3冊）
- 零戦撃墜王初出版（今日の話題社, ISBN なし）昭和47年7月10日発行
- 零戦撃墜王新装版（今日の話題社, ISBN 4-87565-121-X）昭和61年2月25日発行
- 零戦撃墜王 （光人社NF文庫, ISBN 476982050X）

## 相关项目
- 坂井三郎
- 西泽广义
- 笹井醇一
- 太田敏夫

## 备注
1. ↑  .   [2011-01-27]. （原始内容存档于2009-05-04）.
2. ↑  [.   [2010-07-22]. （原始内容存档于2010-04-11）. ]
3. ↑  .   [2010-07-22]. （原始内容存档于2010-04-20）.